# ルーテル教会
ルーテル教会（ルーテルきょうかい、独: Lutherische Kirchen / Lutheraner, 英: Lutheran Church / Lutheranism）は、マルティン・ルターによりドイツに始まるキリスト教の教派または教団。ルター派（ルターは）とも呼ばれる。プロテスタントの一つであり、全世界に推定8260万人の信徒が存在する。発祥の地ドイツを始め、北欧諸国では国民の大半がルター派であり、そこから移民が渡った先のアメリカ合衆国、カナダ、ブラジル等の南アメリカ各国でも信徒数が多い。
パッヘルベル、J.S.バッハ、テレマン、メンデルスゾーンなど著名な音楽家が多く所属し、ルター自身も賛美歌作家であったことから、作曲家や音楽家に縁がある教会としても知られる。

## 名称
「ルーテル」という日本語名は、マルティン・ルター (Martin Luther) の舞台ドイツ語読みに由来する。日本国内の教団・教会は日本福音ルーテル教会、日本ルーテル教団、西日本福音ルーテル教会、近畿福音ルーテル教会などいずれも名称に「ルーテル」を含むが、この日本語名を積極的に用いたのは日本のルーテル教会関係者と彼らによる出版物であった。日本では舞台ドイツ語による発音記号を三修社のドイツ語辞書が優先的に採用していた。また、信徒のことを「ルテラーナー（ドイツ語: Lutheraner）、ルーサラン（英: Lutheran）」と言うことがある。
他方、石原謙、大塚久雄、佐藤繁彦ら東京帝国大学出身の歴史学者や神学者は早くから「ルター派（ルッター派）」という名称を使いはじめ、岩波書店や山川出版社、新教出版社等で発行される歴史や神学専門書においてもルター派（ルッター派）という名称が広く用いられていた。日本のルーテル教会関係者以外の旧日本基督教会、日本基督教団、無教会に属する学者、研究者たちはルター派（ルッター派）という名称を積極的に用いた。

## 歴史

プロテスタント諸教派（聖公会、アナバプテストを含む）の系統概略

1517年、ローマ・カトリックの修道司祭（聖アウグスティノ会）だったマルティン・ルターによってドイツの宗教改革が始められた（ドイツ・ヴィッテンベルクにおける「95ヶ条の論題」）。ルターは最初、新しい教会を建てるつもりではなく教会内部の改革を目指していたが、カトリック教会から破門されて妥協を許さない状況になり、ルターは明確な信仰基準や組織を必要とするようになった。北欧にもルター派の教義は広まり、スウェーデンではグスタフ1世が、デンマーク＝ノルウェーではクリスチャン3世がルター派をそれぞれの国教とし、権力強化に利用した。
1555年、アウクスブルクの和議の結果、ルター派（ルーテル教会）はドイツ国内での法的権利が認められた。1580年、ルター派の教理的な立場を示す「和協信条」が制定される。
アメリカへはヨーロッパからの移民と共に、ルター派の勢力が拡大、18世紀の中頃になり本格的な教派の生成が行われた。19世紀以降、ドイツや北欧のルター派が大量に移住し、アメリカ中西部を中心にして定住した。
1817年のプロイセンにおいてルター派と改革派による合同教会が設立された。教会合同によって設立されたプロイセン福音主義教会には、フリードリヒ・ヴィルヘルム3世によって作成された礼拝式文
が下賜された。その式文はニュルンベルクのルター派教会礼拝式に倣ったものであり、ローマ・カトリック教会のミサに準拠したものであった。この復古的式文の影響はプロイセン以外のドイツのルター派領邦教会にまで及び、簡素な礼拝に向かっていたドイツのルター派教会の礼拝は宗教改革以前の様式に戻ってしまった。プロイセン福音主義教会はその後、古プロイセン合同福音主義教会と名称を変えていく。この合同教会内ルター派から告白教会の指導者マルティン・ニーメラーと神学者ディートリヒ・ボンヘッファーが輩出される。
この合同に加わらなかったドイツ人ルター派の一部がアメリカに移民し、セントルイス周辺で発展して、ルター派教会ミズーリシノッドを形成した。このルター派教会ミズーリシノッドはその後も独自の保守的路線を一貫して守り、20世紀におこなわれたアメリカ国内のルター派教会合同の流れにも加わらなかった。アメリカには880万人のルター派教会の会員がいる。19世紀以降、ドイツ、北欧やアメリカからアジアやアフリカへ伝道がなされ、タンザニア、インドネシアには大きなルター派教会が存在している。19世紀以降、ドイツからの移民が南米諸国にも向かい、ルター派教会が各地で設立された。

### ルター派教会とエキュメニカル運動
1947年、スウェーデンのルンドでルター派世界連盟が組織されて、多くのルター派教会（ルーテル教会）が加盟した。この連盟は、世界のルター派の友好、協力、エキュメニカル運動への参加を目的として活動している（世界的共同体であり、79ヶ国、145の加盟教会、約7千万人のキリスト者を擁している）。ただし、ルター派世界連盟は狭い意味での教派ではなく、改革派教会の組織に並行加盟しているルター派系合同教会の加盟も認めている。ルターによる宗教改革の遺産を継承する全ての教会に門戸を広げているのがルター派世界連盟である。2009年には、宗教改革の口火を切った都市ヴィッテンベルクにも出先機関が置かれた。しかし、独立福音ルター派教会（ドイツの自由教会）や米国のルター派教会ミズーリシノッド、ルター派教会ウィスコンシン・シノッドのような保守的な古ルター派教会は、この連盟のリベラルな神学やエキュメニカル運動への積極的関与を批判して、加盟していない。
ルター派世界連盟とカトリック教会は1999年10月31日に「義認の教理に関する共同宣言(Joint Declaration on the Doctrine of Justification)」に調印し、カトリック教会も信仰によって福音を理解することを公式に宣言した。この宣言では、トリエント公会議による信仰義認主張者への断罪はルター派教会（ルーテル教会）に適用されず、またルターによる信仰義認否定者への断罪はカトリック教会に適用されないと定めた。この共同宣言の支持者たちは、このことをもってカトリック教会が信仰義認の教理をルター派に適用したとみなしているが、ルター派教会ミズーリシノッド、ルター派教会ウィスコンシン・シノッド、福音ルター派自由教会 (ELFK)のような保守的な古ルター派はそのような解釈を拒んでいる。また、調印される前年の1988年、テュービンゲン大学福音主義神学部教授のエーバーハルト・ユンゲルを代表にして160人の福音主義神学者たちがこの共同宣言に反対を表明した。宗教改革の源流であり、神学研究の中心地ドイツのルター派から強い批判を受けながらもこの共同宣言は強引に進められた。
北欧を中心にヨーロッパの一部のルター派教会は使徒継承性を主張しており、同じく使徒継承を主張するヨーロッパのアングリカン・コミュニオン（聖公会）所属教会らと、1994年フィンランドのポルヴォーで合意文書に調印した。この合意文書に調印した教会をポルヴォー・コミュニオンといい、これらの教会は相互にフルコミュニオンの関係にある。

## 教義
宗教改革の3原則 ―「聖書のみ」「信仰のみ」「恵みのみ」― に基づく信仰義認の立場をとる。
教会で保持されるべきものはみ言葉（「聖書」とその福音の正しい説き明かしである「説教」）と二つの聖礼典（洗礼と聖餐）であるとする。
聖餐は「パン」と「ぶどう酒」の二種陪餐（正教会、聖公会、カトリック教会と同様）である。
信条として
- 使徒信条
- ニケア信条
- アタナシオ信条
- アウクスブルク信仰告白
- アウクスブルク弁証論
- 大教理問答
- 小教理問答書
- シュマルカルデン信条（シュマルカルド信条）
- 和協信条
- バルメン宣言(ドイツ、オーストリアのルター派州教会で信仰告白として採用され始めている)

が採用されている。ただし、シュマルカルド信条、和協信条については信仰告白に含めていない教会も多い。
ドイツ、オーストリアの福音(ルター派)教会は第2次世界大戦後、告白教会を再建の礎として再出発した歴史を持つため、バルメン宣言が信仰告白に採用され始めている。マルティン・ルターの生涯ゆかりの教会の多くが属している中部ドイツ福音主義教会においても、バルメン宣言は信仰告白の一部に含められている。ドイツ語圏のルター派教会の場合、バルメン宣言を信仰告白として規定していない州教会においても信仰告白と同様な扱いを受けている。讃美歌集等でも信仰告白文書と同様に扱われている。
洗礼前教育においては、ルター以来、十戒、使徒信条、主の祈りを重視し、それぞれが教義、神の正しい崇拝、信徒としての生活を教えるものと考える。
聖職者階級（聖職位階）をもたず、牧師は妻帯することができる。ただし、プロテスタントには珍しく修道院（マリア福音姉妹会）があり、シスター（修道女）もいる（日本では福岡県福岡市にある）。
ルター派にはいくつかの伝統があり、相互に聖壇と講壇の交わりを結んでいる教会同士もあるが、同じルター派でも神学的伝統の異なる教会の信徒への配餐を認めない場合もある。また他の教派の教会との関係は、それぞれのルター派教会ごとに異なる。
神学的方向性も多様である。ゲイ、レズビアンの牧師任職を認めるアメリカ福音ルター派教会、レズビアンの教区監督を選出したスウェーデン国教会のような神学的リベラリズムの先端を行く教会と、女性の牧師任職を拒絶する保守的な古ルター派教会まで混在しており、ルーテル教会、ルター派という名称だけではその神学的特色を説明することは困難になっている。

## 芸術・文化
パッヘルベル、J.S.バッハ、テレマン、メンデルスゾーンなど著名な音楽家が所属していたことで有名である。バッハはルーテル教会が生み出した偉大な音楽家である。また、源流に当たるルターは聖歌隊を経験し、賛美歌を作詞作曲した音楽家でもあった。バッハの教会音楽も、ルター以来の会衆賛美歌の伝統が中心に据えられている。
宗教改革の旗手の中にはツヴィングリのように典礼音楽を否定したり重視しなかった人もいたが、ルターは音楽を神の賜物として高く評価した。かれは、聖歌隊を主な歌い手とするラテン語聖歌に代わって、会衆が礼拝音楽に直接参加することを唱え、一般信徒も歌うことができるドイツ語の讃美歌を書いた。とりわけ詩篇46を翻案して作詞作曲した「神はわがやぐら」は有名である。以後、ドイツ語の讃美歌（コラール）が多数創作されて教会堂で歌われるようになり、ルター派教会音楽はバッハが活躍した18世紀前半まで隆盛を誇った。その後一時衰退したが、19世紀から20世紀にかけて徐々に復興した。
アルブレヒト・デューラー、ルーカス・クラナッハ、カスパー・ダーヴィト・フリードリヒ、エゴン・シーレらの著名な画家たちもルター派に属していた。多くの思想家も輩出しており、ゲオルク・ヴィルヘルム・フリードリヒ・ヘーゲル、セーレン・キェルケゴール、フリードリヒ・ニーチェが代表的存在である。ルター派牧師の子であったフリードリヒ・ニーチェはキリスト教批判を続けたが、教会を離脱することも破門されることもなく、葬儀はルター派教会で盛大に行われている。

## 日本のルーテル教会
日本におけるルター派の伝道は1892年、アメリカの宣教師によって始まった。後に北欧系、ドイツ系が加わり、第二次世界大戦中の日本基督教団時代を経て、それぞれに教団を構成している。

### 4団体

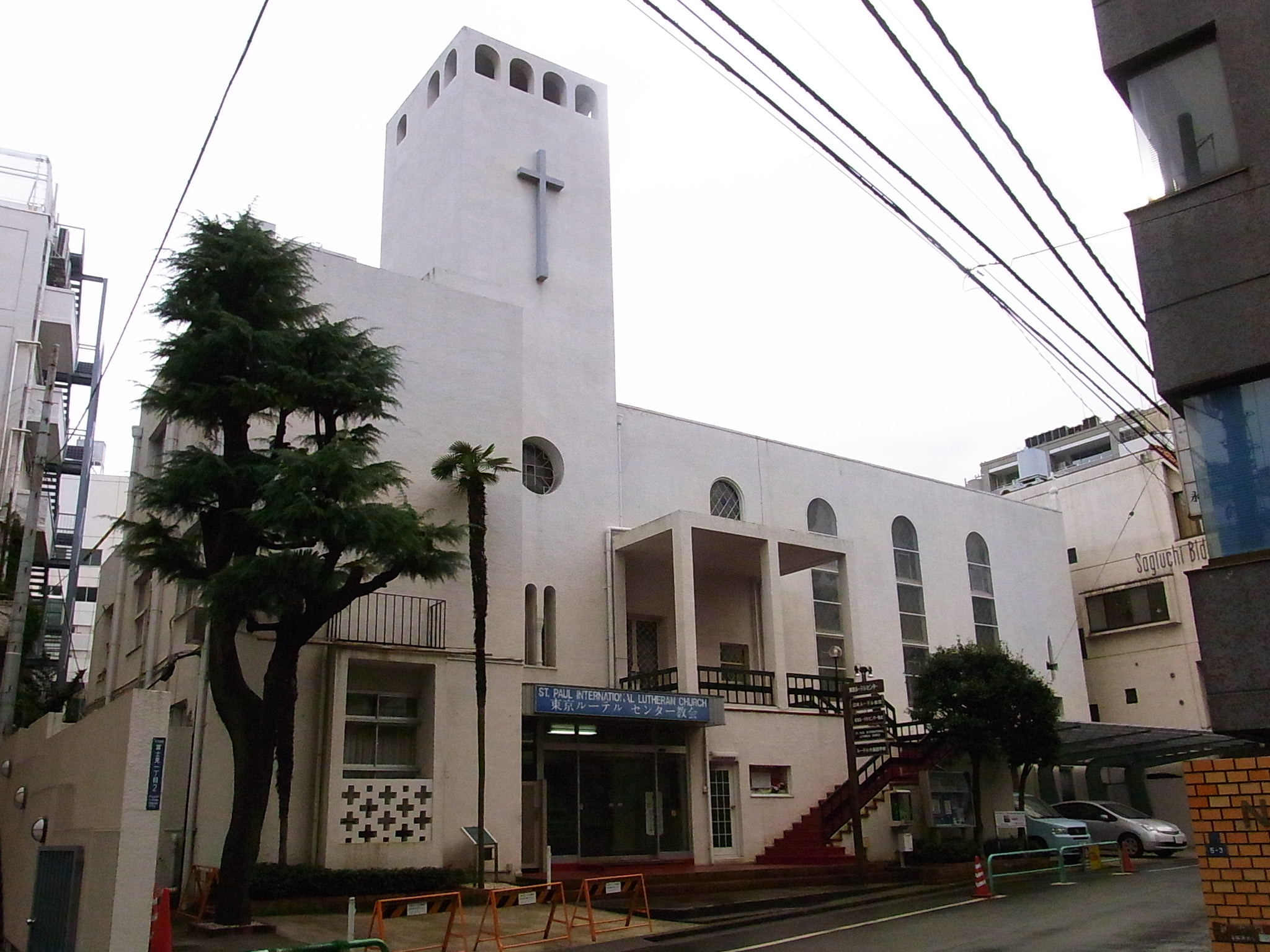
東京ルーテルセンター教会

日本における主な教団と宣教母体は以下の通り。この4団体は相互に連絡組織を持ち、提携関係にある。
日本福音ルーテル教会
アメリカ福音ルーテル教会などに由来。
ルーテル世界連盟に当初より加盟。日本キリスト教協議会にも加盟。日本ルーテル教団と共同でルーテル学院大学・日本ルーテル神学校を運営。独自に九州学院中学校・高等学校、ルーテル学院中学校・高等学校、九州ルーテル学院大学を運営。
日本ルーテル教団
アメリカのルーテル・ミズーリ・シノッドに由来。
日本福音ルーテル教会と共同でルーテル学院大学・日本ルーテル神学校を運営。独自に浦和ルーテル学院および聖望学園を運営。
西日本福音ルーテル教会
ノルウェー、フィンランドのルーテル教会などに由来。
千葉、滋賀、大阪、兵庫、岡山、鳥取、広島、島根、徳島、香川の各府県に合計43箇所の地方教会を持つ。ノルウェー・ルーテル伝道会 (NLM) 、フィンランド・ルーテル海外宣教会 (FLOM) 、フィンランド・ルーテル宣教会 (FLM) などと宣教協力関係にある。近畿福音ルーテル教会などと合同で神戸ルーテル神学校（ATA認定校）、単独で神戸ルーテル聖書学院を経営。ラジオで宗教番組「心に光を」（旧「ルーテルアワー」）を放送。
近畿福音ルーテル教会
ノルウェー伝道会、ノルウェー・ルーテル自由教会に由来。

### 福音派
日本ルーテル同胞教団
米国ルーテル同胞教会に由来。
ルーテル同胞聖書神学校を運営。日本福音同盟に加盟。
フェローシップ・ディコンリー福音教団
プロテスタントのルーテル系の15教会による団体。

### 保守派
ルーテル福音キリスト教会
茨城県水戸市に本部を置く、プロテスタントのルーテル系の団体。

## ドイツのルター派教会
ドイツにある全てのルター派教会を組織の上で包括しているのは、ドイツ福音主義教会（EKD）である。EKDはルター派、改革派、合同派の信仰告白を持つ20の州教会の共同体である。したがって、そこには改革派教会も含まれる。しかしながら、ドイツにある全てのルター派教会を包括しているのはEKDだけである。
EKD内には、ルター派州教会の属するドイツ合同福音ルター派教会と合同派州教会の属する福音主義合同教会がある。さらに、どちらの組織にも加盟していないルター派州教会が2つある。ドイツ合同福音ルター派教会は多くのルター派州教会を組織しているが、全てのルター派州教会を包括しているわけではない。
また、ルター派と改革派が並存している福音主義合同教会に加盟している州教会にも多くのルター派教会が含まれているが、これらのルター派教会はドイツ合同福音ルター派教会には加盟していない。福音主義合同教会に加盟している州教会においてルター派が9割以上を占めることも多く、ルター派の影響力は合同派州教会においても強い。この福音主義合同教会内のルター派を無視して、ドイツのルター派教会の全体像を語ることはできない。福音主義合同教会に属しているルター派教会は、常にルター派としてのアイデンティティを意識することが求められており、神学的立場、礼拝様式においても、ドイツ合同福音ルター派教会に属している州教会よりもルター派らしさを保持している場合もある。改革派の州教会に分類されているリッペ州教会においても、ルター派が少数派として存在している。ドイツ合同福音ルター派教会に組織上入ることのできない合同教会内のルター派教会にとって、全てのルター派教会が属するEKDの存在は大きい。EKDにおいて、ルター派（ルター派州教会と合同派内ルター派）が圧倒的多数を占めており、EKD常議員会議長にはルター派か合同教会の人間が選ばれている。
2009年1月1日、キルヘンプロヴィンツ＝ザクセン福音主義教会とテューリンゲン福音ルター派教会の合同によって、中部ドイツ福音主義教会が設立された。テューリンゲン福音ルター派教会はドイツ合同福音ルター派教会に加盟していたルター派州教会であり、キルヘンプロヴィンツ＝ザクセン福音主義教会は福音主義合同教会に加盟していた合同派州教会であった。この二つの性格の異なる州教会が一つに統合されたが、加盟組織との関係はそのまま維持されている。したがって、この中部ドイツ福音主義教会はルター派州教会であると同時に、合同派州教会の一員として存在していくのである（3304のルター派教会共同体と5の改革派教会共同体）。ルター派と改革派の並存は、従来、EKD、もしくは合同派州教会での組織状況であったが、ルター派州教会においても改革派との並存という状況を迎えたのである。ルター派州教会の中部ドイツ福音教会はEKDに類似した組織形態を持つに至った。2012年、合同派州教会のポンメルン福音主義教会と、ルター派州教会のメクレンブルク福音ルター派州教会、ノルトエルビエン福音ルター派教会の統合によって、北ドイツ福音ルター派教会が設立された。この新しいルター派州教会の教憲にはバルメン宣言が信仰告白として含まれている。

## ドイツ・ルター派教会礼拝式文
礼拝の概念はギリシャ語の"λατρεία"（ラトリア）に由来し、神による奉仕が語源になる。ルター派福音主義教会の礼拝はローマ・カトリック教会のミサとは異なる強調点を持っている。この礼拝式文はラテン語ミサに由来する様式であり、ベルリン市内の一部教会共同体では福音主義ミサという呼称を用いている。この礼拝式文は合同教会である古プロイセン合同福音主義教会の影響を受けたベルリン＝ブランデンブルク＝シュレージシェ・オーバーラウジッツ福音主義教会内のルター派礼拝式文である。伝統的な福音主義教会礼拝式文にも準拠しており、その式次第はドイツ合同福音ルター派教会礼拝式文とほぼ同じである。

### ルター派聖餐礼拝式文

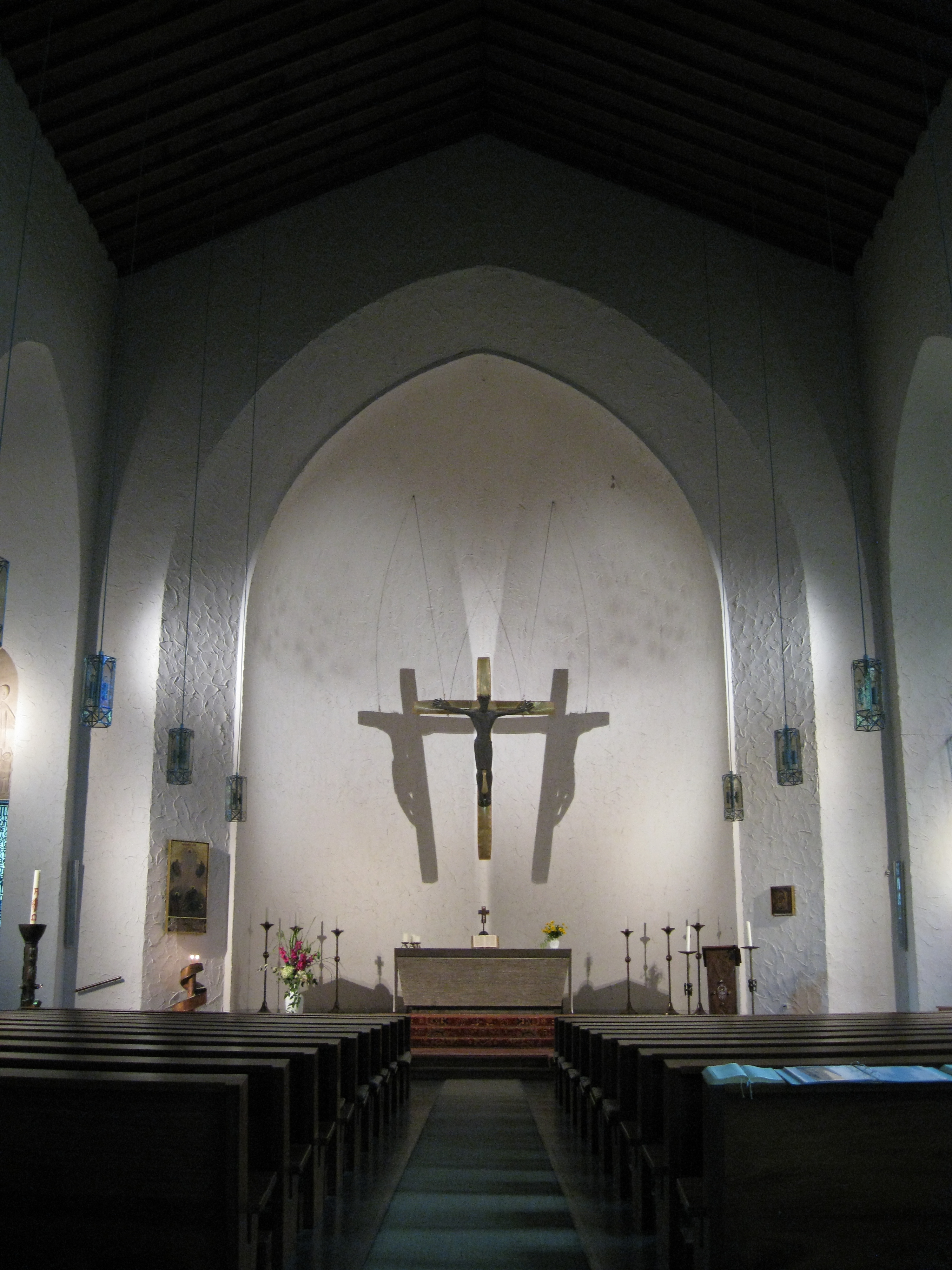
ハイルスブロンネン福音主義教会
礼拝堂(ベルリン)

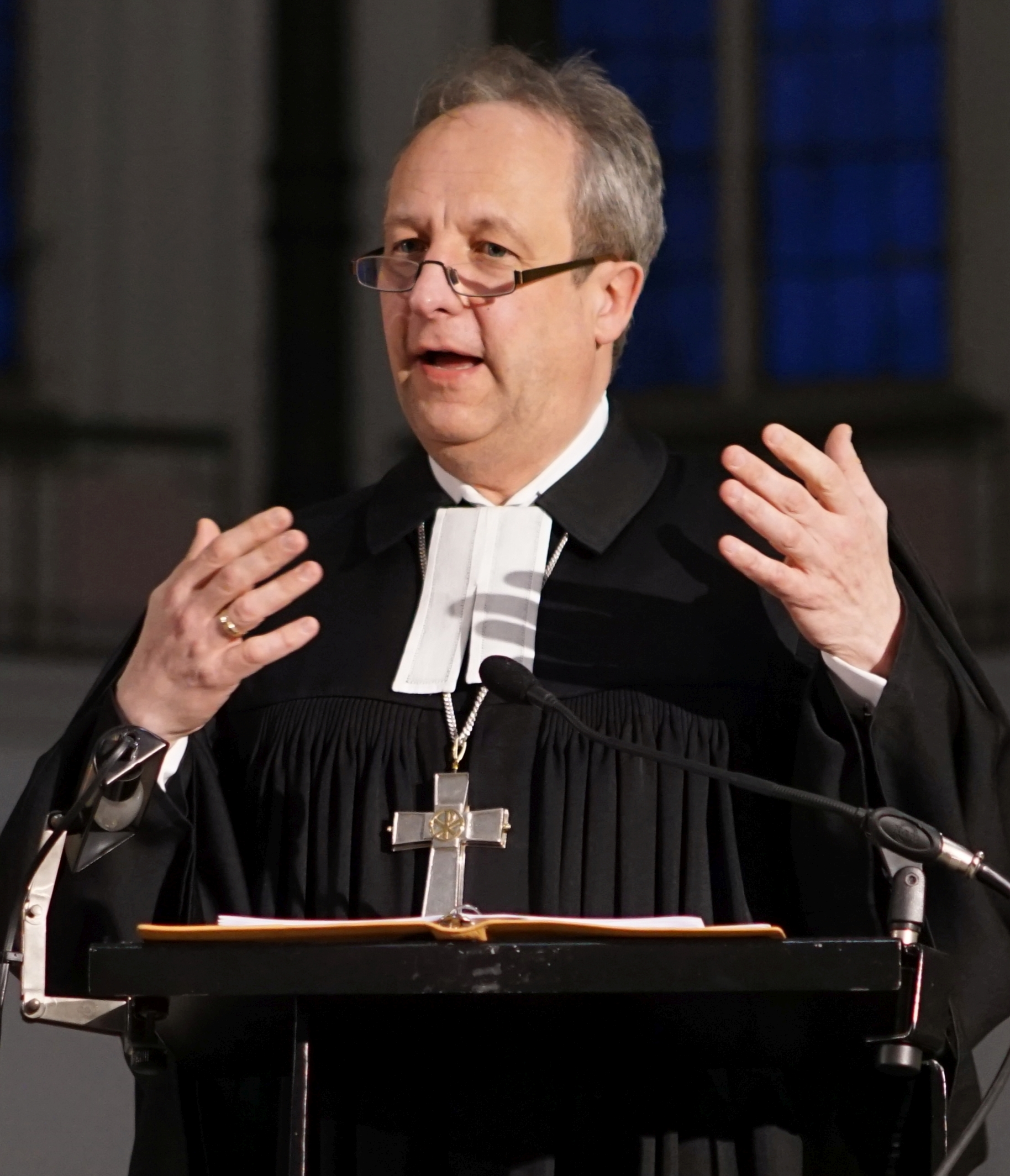
クリスティアン・
シュテーブライン州教会監督

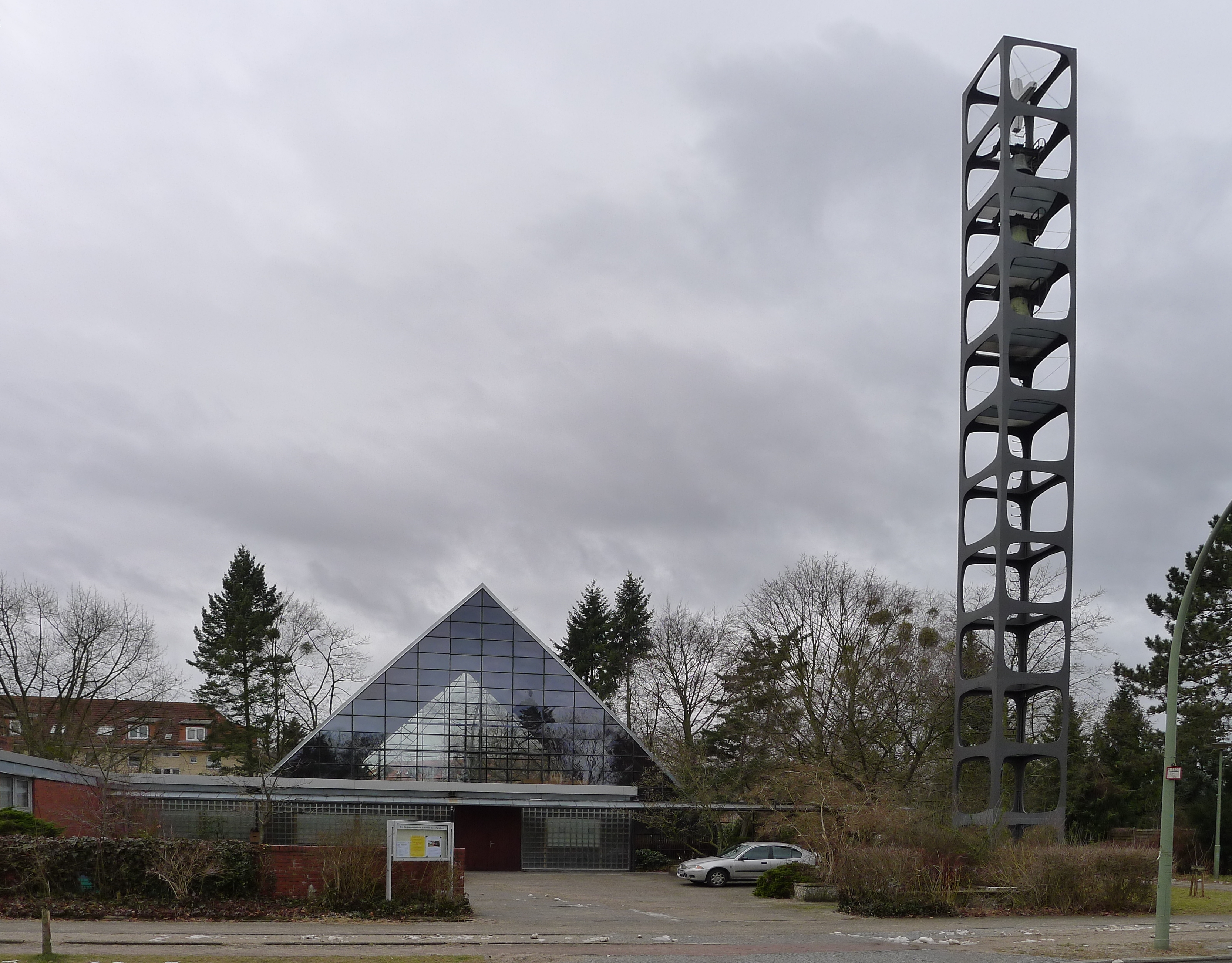
シェーノウ＝ブッシュグラーベン
福音主義教会(ベルリン)

【礼拝開始と祈り】
- 鐘楼で鐘を鳴らす
- 会衆着席
- オルガン前奏
- 初めの歌(賛美歌)
- 礼拝開始交唱
司式者/父と子と聖霊のみ名によって。
会衆/アーメン
司式者/ 我らの救いは主の御名にあり。
会衆/主は天と地とを造られた。
司式者/主が汝らと共にあるように！
会衆/御霊と共におられるように。

- 罪の告白(会衆各自が黙祷告白する様式もある)
司式者/神を前にして、罪を告白し、互いに祈りましょう：
司式者/私は全能の神、すべての聖なる教会、汝らを前にして告白します。
私は思いと言葉と行為において罪を重ねました。
私は自身の罪を告白します。
私のために、我らの主である神へ祈るように汝らに願う。
会衆/全能の神よ、憐れみ給え。汝らの罪を神は赦し、永遠の生命に導き給う。司式者/アーメン。
会衆/我らは全能の神、すべての聖なる教会、汝を前にして告白します。
我らは思いと言葉と行為において罪を重ねました。
我らは自身の罪を告白します。
我らのために、我らの主である神へ祈るように汝に願う。
司式者/全能の神よ、憐れんでください。
神は汝らから罪を赦し、永遠の生命に導き給う。会衆/アーメン。
司式者/神よ、我らの罪を取り除き、清い心で仕える力を与え給え。
我らの主イエス・キリスト名により、我らの主を称え給え。会衆/アーメン。
- 礼拝開始の讃美歌：司式者・会衆/共に歌唱
- 旧約聖書 詩編朗読：　 
司式者/詩編日課朗読
- グロリア・パトリ(栄唱) 
司式者/父と子と聖霊に栄光あれ。
会衆/はじめも今も後も、永久から永久に。アーメン(歌唱)　
通常はEG 177の曲で歌う。日本では讃美歌21の25番に収録。
- キリエ(司式者も会衆も歌唱)
司式者/ Kyrie eleison(主よ、憐れみたまえ)
会衆/主よ、憐れみたまえ
司式者/ Christe eleison(キリストよ、憐れみたまえ)
会衆/キリストよ、憐れみたまえ
司式者/Kyrie eleison(主よ、憐れみたまえ)
会衆/我らに憐れみを! 
州教会讃美歌集EG 178,1-14、日本では讃美歌2130-35番に収録

- グロリア唱
司式者/いと高きところに栄光、神にあれ、
会衆/地には平和、御心に適う人にあれ。
司式者/我らは主を称え、賛美し、
会衆/主の大いなる栄光に賛美するため、汝を称賛し、感謝を告げる。
司式者/主なる神、天の王、
会衆/全能の父よ。神のひとり子、イエス・キリストよ。汝は至高な存在。
司式者/主なる神よ。世の罪を取り除く神の子羊、父のひとり子、世の罪を受けとめ、我らを憐れみ給え。
会衆/世の罪を受けとめ、我らの祈りを聞き給え。父の右に座し給える汝よ。我らを憐れみ給え。
司式者/汝こそ、聖なる者、
会衆/唯一の主、
司式者/汝こそ、至高なる者、イエス・キリスト。
会衆/聖霊と共に、父なる神の栄光の下で、アーメン。
州教会讃美歌集EG 180.1、日本では(讃美歌21)37番に収録
- 主日の祈祷
司式者/主日の祈祷
会衆/アーメン。

【宣教と信仰告白】
- 旧約聖書日課　　
司式者/会衆/旧約聖書日課朗読
- 使徒書日課　　
司式者/会衆/使徒書聖書日課朗読
- ハレルヤ唱(受難節にはアーメンのみ)
会衆/ハレルヤ、ハレルヤ、ハレルヤ（歌唱）
 州教会讃美歌集EG 181,3, 日本では(讃美歌21)39番(1-7)に収録
- 賛美歌
- 司式者/聖書日課個所(福音書)告知
- 会衆/起立
- 会衆/主なるあなたに栄光があるように(歌唱)
- 司式者/聖書日課個所(福音書)朗読
- 会衆/キリストに誉れがあるように(歌唱)
- 信仰告白　通常、使徒信条を用いる。
司式者/我らの信仰告白でもって、神を賛美せん。
会衆/われは天地の創造主、全能の父、神を信ず。
神のひとり子、我らの主イエス・キリストを信ず。聖霊により宿り、おとめマリアより生まれ、
ポンテオ・ピラトの下で苦しみを受け、十字架につけられ、死後葬られ、死の国に下られ、三日目に死者からよみがえり、
天に昇られ、全能の父である神の右に座したもう。そこから来られて生ける者と死にたる者を裁きたもう。
我は聖霊を信ず。聖なるキリスト教会、聖徒の結びつき、罪の赦し、死者のよみがえり、永遠のいのちを信ず。
アーメン。
- 主日説教の讃美歌
- 説教
- 賛美歌、あるいはオルガン独奏
- 告示　
司式者/教会員消息報告、教会行事報告、案内
- 席上献金
会衆/讃美歌歌唱
- 代願祈祷(とりなしの祈り) 

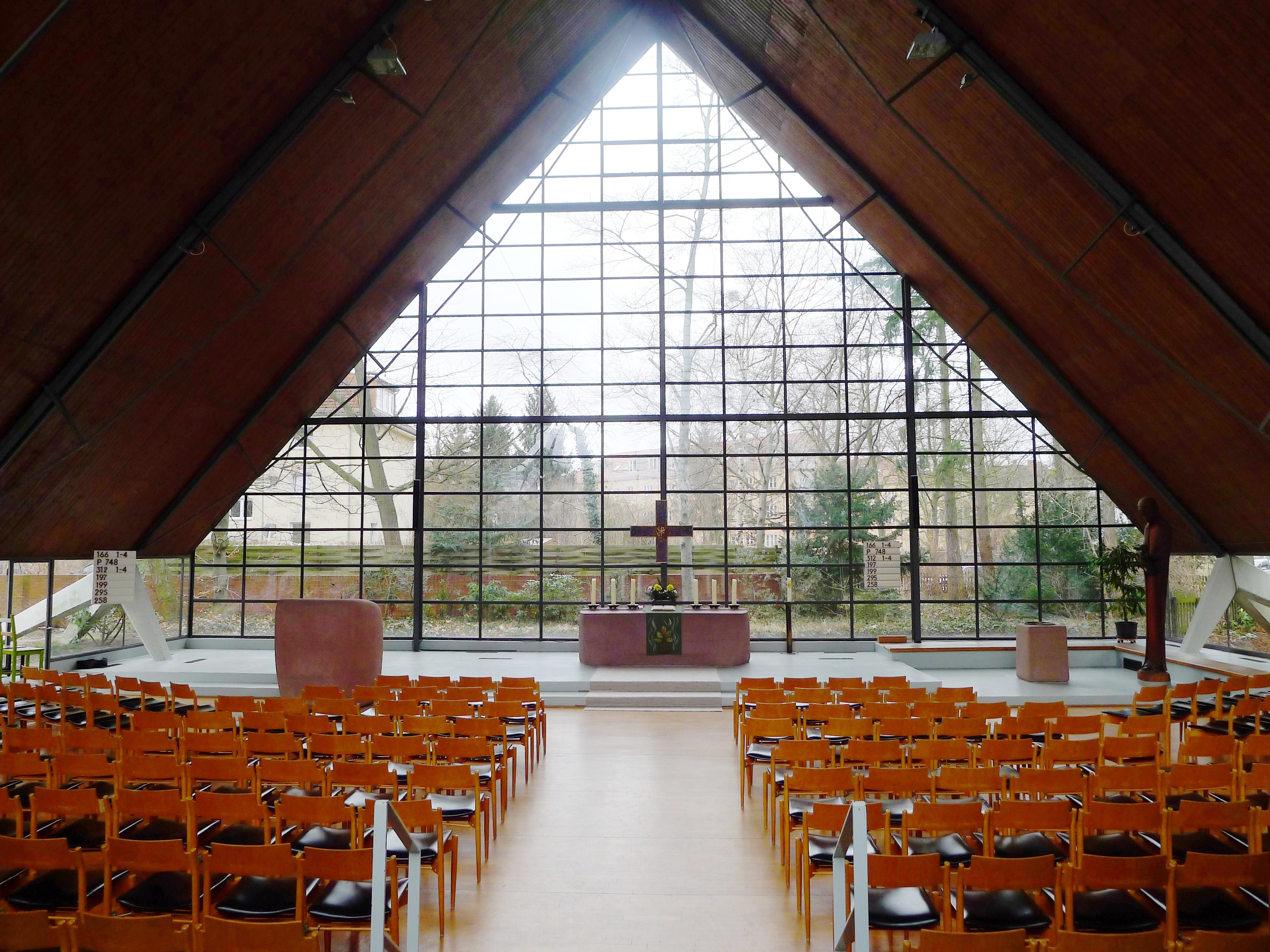
シェーノウ＝ブッシュグラーベン
福音主義教会礼拝堂(ベルリン)

司式者/我らのために祈らん
司式者/代願祈祷(とりなしの祈り) 
会衆/アーメン。
聖餐式をおこなわない場合、礼拝は【派遣と祝祷】に続く。
- 聖餐の讃美歌

【 聖餐】
- 大いなる感謝祈祷 
司式者/主の平安が汝らと共にあることを
会衆/御霊も共おられるように(歌唱)
司式者/汝ら、心を高く挙げん
会衆/主に向かい心を高く挙げん。
司式者/主なる神に感謝を捧げよ
会衆/感謝はふさわしく、正しいもの(歌唱)
- サンクトゥス(歌唱)
会衆/聖なる、聖なる、聖なる万軍の主。
主の栄光は天と地に満つ。天にはホーサーナ。
主の御名によって来られる方を讃えよ。天にはホーサーナ。
州教会讃美歌集Nr.EG 185,1-5、日本では(讃美歌21)37番に収録
- 聖餐の祈祷Ⅰ/司式者/サンクトゥス後のいのり
- 聖餐制定
 司式者/私たちの主イエス・キリストは苦しみを受ける前夜、パンを取り、感謝し、これを裂き、弟子たちに与えて言われました。
「取って食べなさい、これはあなた方のための私のからだである。私の記念のためこれをおこないなさい」
 食事の後、杯を同じ様にして弟子たちに言われました。
「取って、飲みなさい。これは罪の赦しのため、あなたがたのために流す私の血における新しい契約である。
私の記念のためこれをおこないなさい
- 主の祈り
 司式者、会衆/天の父よ。
汝の名が讃えられますように。
汝の国が来ますように。
御心が天と同じくこの地においても成されることを。
我らの日々のパンを今日も与え給え。
我らに罪を犯す者たちを我らが赦すように、
我らの罪も赦し給え。
我らを試みに会わせず、悪から救い給え。
国と、力と栄光も永遠に汝のものなり。アーメン。
- 平和の祈り
 司式者/主の平和が汝らと共にあるように
会衆/主と共に平和があるように。
会衆/隣席の者と挨拶や握手をおこなう。
- アグヌス・デイ(神の子羊) 
会衆(歌唱)/世の罪を取り除く神の子羊、キリストよ。我らを憐れみ給え。
世の罪を取り除く神の子羊、キリストよ。我らを憐れみ給え。
世の罪を取り除く神の子羊、キリストよ。平和を与え給え。アーメン。
州教会讃美歌集Nr.EG 190,1-2、日本では(讃美歌21)86、87番に収録
- 配餐
イエス・キリストの体であるパン(Hostie-聖餅、ホスチア)とイエス・キリストの血である葡萄酒が陪餐者に祭壇前で与えられる。
- 配餐のことば
 牧師/汝のために与えられたキリストのからだ。
会衆/アーメン。
 牧師/汝のために流されたキリストの血。
会衆/アーメン。
- 感謝歌唱
司式者/ 主に感謝せよ、主は慈しみ深い。
会衆/主の恵みは永久に絶えることが無い、ハレルヤ 
司式者/聖餐感謝祈祷
会衆/アーメン。

【派遣と祝祷】
- 派遣の言葉
司式者/牧師/主の平安のうちに行きましょう！
会衆/神に賛美と感謝。
- 礼拝終了賛美歌
- 祝祷
司式者/主があなたを祝福し、あなたを守られるように。
主が御顔をあなたに向けて、あなたを照らして、あなたに恵みを与えられるように。
主があなたに御顔を上げられ、平安を賜りますように！
会衆/アーメン
- オルガン後奏

### ルター派祝祭日聖餐礼拝式文

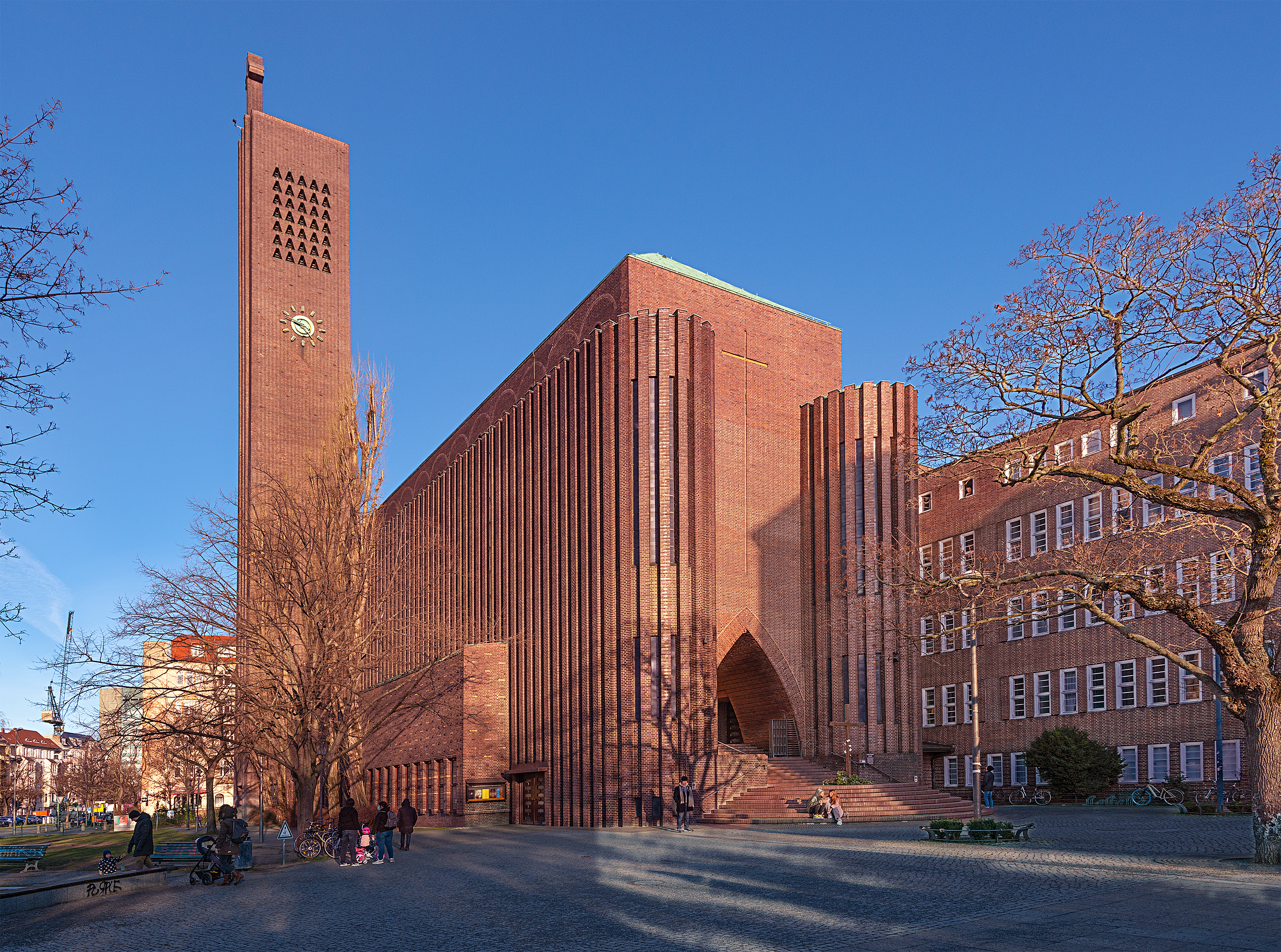
ホーエンツォレルン広場福音主義教会(ベルリン)

【礼拝開始と祈り】
- 鐘楼で鐘を鳴らす
- 会衆着席
- オルガン前奏
- 初めの歌(賛美歌)
- 礼拝開始交唱
司式者/父と子と聖霊のみ名によって。
会衆/アーメン
司式者/ 我らの救いは主の御名にあり。
会衆/主は天と地とを造られた。
司式者/主が汝らと共にあるように！ 
会衆/御霊と共におられるように。

- 罪の告白(会衆各自が黙祷告白する様式もある)
司式者/神を前にして、罪を告白し、互いに祈りましょう：
司式者/私は全能の神、すべての聖なる教会、汝らを前にして告白します。
私は思いと言葉と行為において罪を重ねました。
私は自身の罪を告白します。
私のために、我らの主である神へ祈るように汝らに願う。
会衆/全能の神よ、憐れみ給え。汝らの罪を神は赦し、永遠の生命に導き給う。司式者/アーメン。
会衆/我らは全能の神、すべての聖なる教会、汝を前にして告白します。
我らは思いと言葉と行為において罪を重ねました。
我らは自身の罪を告白します。
我らのために、我らの主である神へ祈るように汝に願う。
司式者/全能の神よ、憐れんでください。
神は汝らから罪を赦し、永遠の生命に導き給う。会衆/アーメン。
司式者/神よ、我らの罪を取り除き、清い心で仕える力を与え給え。
我らの主イエス・キリスト名により、我らの主を称え給え。会衆/アーメン。
- 礼拝開始の讃美歌：司式者・会衆/共に歌唱
- 旧約聖書 詩編朗読：　 
司式者/詩編日課朗読
- グロリア・パトリ(栄唱) 
司式者/父と子と聖霊に栄光あれ。
会衆/はじめも今も後も、永久から永久に。アーメン(歌唱)　
通常はEG 177の曲で歌う。日本では讃美歌21の25番に収録。
- キリエ(司式者も会衆も歌唱)
司式者/ Kyrie eleison(主よ、憐れみたまえ)
会衆/主よ、憐れみたまえ
司式者/ Christe eleison(キリストよ、憐れみたまえ)
会衆/キリストよ、憐れみたまえ
司式者/Kyrie eleison(主よ、憐れみたまえ)
会衆/我らに憐れみを! 
州教会讃美歌集EG 178,1-14、日本では讃美歌2130-35番に収録

- グロリア唱
司式者/いと高きところに栄光、神にあれ、
会衆/地には平和、御心に適う人にあれ。
司式者/我らは主を称え、賛美し、
会衆/主の大いなる栄光に賛美するため、汝を称賛し、感謝を告げる。
司式者/主なる神、天の王、
会衆/全能の父よ。神のひとり子、イエス・キリストよ。汝は至高な存在。
司式者/主なる神よ。世の罪を取り除く神の子羊、父のひとり子、世の罪を受けとめ、我らを憐れみ給え。
会衆/世の罪を受けとめ、我らの祈りを聞き給え。父の右に座し給える汝よ。我らを憐れみ給え。
司式者/汝こそ、聖なる者、
会衆/唯一の主、
司式者/汝こそ、至高なる者、イエス・キリスト。
会衆/聖霊と共に、父なる神の栄光の下で、アーメン。
州教会讃美歌集EG 180.1、日本では(讃美歌21)37番に収録
- 主日の祈祷
司式者/主日の祈祷
会衆/アーメン。

【宣教と信仰告白】
- 旧約聖書日課　　
司式者/会衆/旧約聖書日課朗読
- 使徒書日課　　
司式者/会衆/使徒書聖書日課朗読
- ハレルヤ唱(受難節にはアーメンのみ)
会衆/ハレルヤ、ハレルヤ、ハレルヤ（歌唱）
 州教会讃美歌集EG 181,3, 日本では(讃美歌21)39番(1-7)に収録
- 賛美歌
- 司式者/聖書日課個所(福音書)告知
- 会衆/起立
- 会衆/主なるあなたに栄光があるように(歌唱)
- 司式者/聖書日課個所(福音書)朗読
- 会衆/キリストに誉れがあるように(歌唱)
- 信仰告白　祝祭日において、ニケア信条を用いる。
司式者/我らの信仰告白でもって、神を賛美します。
会衆/我らは唯一の神、全能の父、天と地、
あらゆる目に見えるもの、見えざるものの創造主を信ず。
唯一の主イエス・キリストを我らは信ず。あらゆる時代に先立って父より生まれし神のひとり子、
神よりの神、光より光、真の神の真の神、造られずに生まれ、神と同じ存在であり、あらゆるものは主により造られ給う。
我ら人類のために、我らの救いのために、天から下り、聖霊によりおとめマリアより肉体を得て人となり給う。
我らのためにポンテオ・ピラトの下で十字架につけられ、
苦しみを受け、埋葬され、聖書にあるように三日目によみがえり、天に昇られ給う。
父の右に座し、生きる人と死にたる人を決めるために、栄光につつまれて再び来たり給わん。その支配は永遠なり。
我らは主にもとで、いのちを与える聖霊を信ず。
聖霊は父と子から生まれ、父と子と共に拝され、賛美され、預言者により語られ給う。
我らは唯一の聖なる使徒たちのキリスト教会を信ず。
罪の赦しになる洗礼を我らは認め、死者のよみがえりと来るべき世のいのちを待ち望む。
- 主日説教の讃美歌
- 説教
- 賛美歌、あるいはオルガン独奏
- 告示　
司式者/教会員消息報告、教会行事報告、案内
- 席上献金
会衆/讃美歌歌唱
- 代願祈祷(とりなしの祈り) 

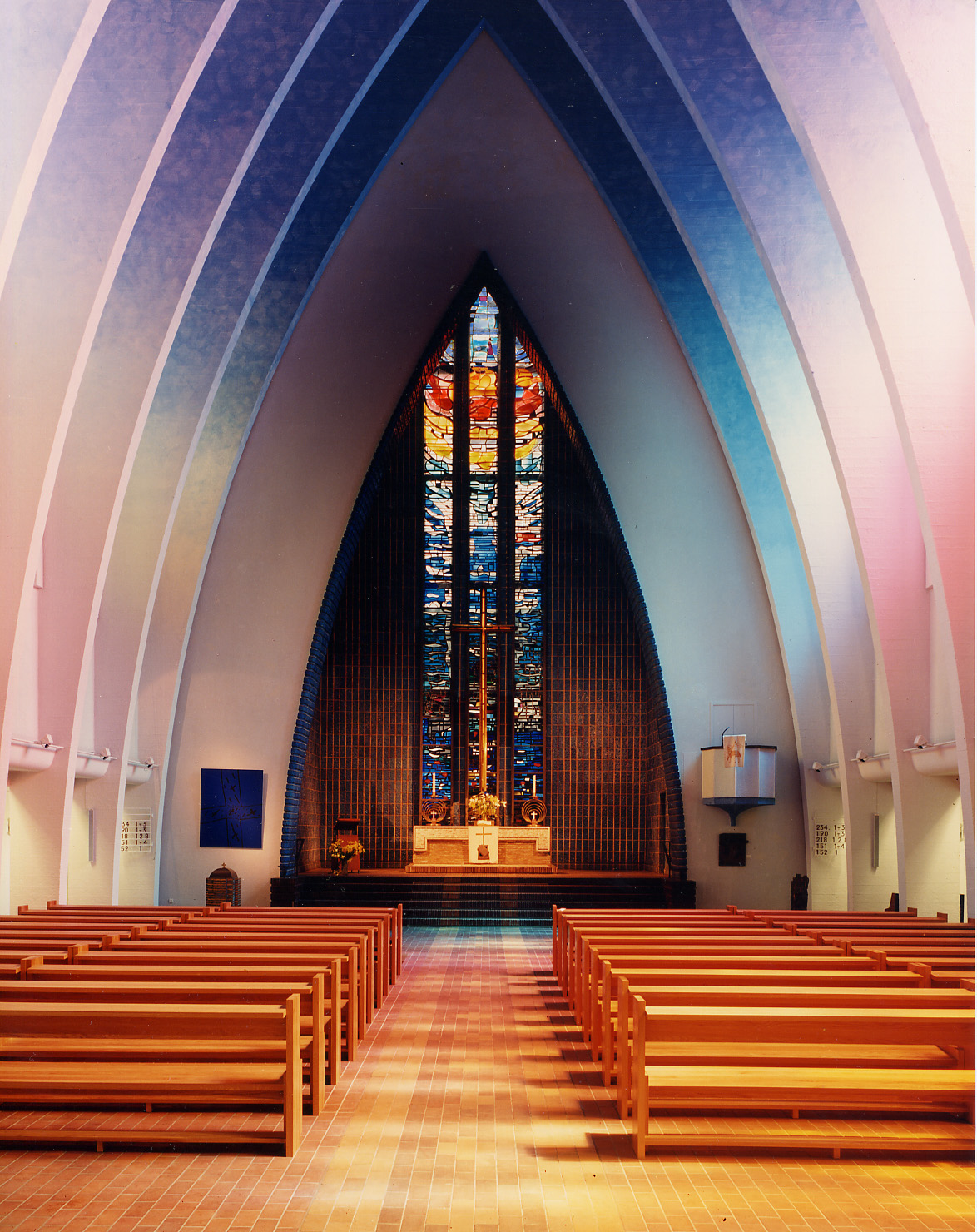
ホーエンツォレルン広場福音主義教会礼拝堂
(ベルリン)

司式者/我らのために祈らん
司式者/代願祈祷(とりなしの祈り) 
会衆/アーメン。
- 聖餐の讃美歌

【 聖餐】
- 大いなる感謝祈祷 
司式者/主の平安が汝らと共にあることを
会衆/御霊も共おられるように(歌唱)
司式者/汝ら、心を高く挙げん
会衆/主に向かい心を高く挙げん。
司式者/主なる神に感謝を捧げよ
会衆/感謝はふさわしく、正しいもの(歌唱)
- サンクトゥス(歌唱)
会衆/聖なる、聖なる、聖なる万軍の主。
主の栄光は天と地に満つ。天にはホーサーナ。
主の御名によって来られる方を讃えよ。天にはホーサーナ。
州教会讃美歌集Nr.EG 185,1-5、日本では(讃美歌21)37番に収録
- 聖餐の祈祷Ⅰ/司式者/サンクトゥス後のいのり
- 聖餐制定
 司式者/私たちの主イエス・キリストは苦しみを受ける前夜、パンを取り、感謝し、これを裂き、弟子たちに与えて言われました。
「取って食べなさい、これはあなた方のための私のからだである。私の記念のためこれをおこないなさい」
 食事の後、杯を同じ様にして弟子たちに言われました。
「取って、飲みなさい。これは罪の赦しのため、あなたがたのために流す私の血における新しい契約である。
私の記念のためこれをおこないなさい
- 聖餐の祈祷Ⅱ/司式者/アナムネーシスの祈り(イエスの死を想起)。
司式者/エピクレーシスの祈り(聖霊を呼び求める)。
司式者/フラクティオ・パニスの祈り(パン裂き)。
- 信仰の神秘
司式者/信仰の神秘
会衆/主の死を我らは宣教し、主の復活を賛美せん、主が栄光に満ちて来られるまで。
- 主の祈り
 司式者、会衆/天の父よ。
汝の名が讃えられますように。
汝の国が来ますように。
御心が天と同じくこの地においても成されることを。
我らの日々のパンを今日も与え給え。
我らに罪を犯す者たちを我らが赦すように、
我らの罪も赦し給え。
我らを試みに会わせず、悪から救い給え。
国と、力と栄光も永遠に汝のものなり。アーメン。
- 平和の祈り
 司式者/主の平和が汝らと共にあるように
会衆/主と共に平和があるように。
会衆/隣席の者と挨拶や握手をおこなう。
- 平和の祈り
 司式者/主の平和が汝らと共にあるように
会衆/主と共に平和があるように。
会衆/隣席の者と挨拶や握手をおこなう。
- アグヌス・デイ(神の子羊) 
会衆(歌唱)/世の罪を取り除く神の子羊、キリストよ。我らを憐れみ給え。
世の罪を取り除く神の子羊、キリストよ。我らを憐れみ給え。
世の罪を取り除く神の子羊、キリストよ。平和を与え給え。アーメン。
州教会讃美歌集Nr.EG 190,1-2、日本では(讃美歌21)86、87番に収録
- 配餐
イエス・キリストの体であるパン(Hostie-聖餅、ホスチア)とイエス・キリストの血である葡萄酒が陪餐者に祭壇前で与えられる。
- 配餐のことば
 牧師/汝のために与えられたキリストのからだ。
会衆/アーメン。
 牧師/汝のために流されたキリストの血。
会衆/アーメン。
- 感謝歌唱
司式者/ 主に感謝せよ、主は慈しみ深い。
会衆/主の恵みは永久に絶えることが無い、ハレルヤ 
司式者/聖餐感謝祈祷
会衆/アーメン。

【派遣と祝祷】
- 派遣の言葉
司式者/牧師/主の平安のうちに行きましょう！
会衆/神に賛美と感謝。
- 礼拝終了賛美歌
- 祝祷
司式者/主があなたを祝福し、あなたを守られるように。
主が御顔をあなたに向けて、あなたを照らして、あなたに恵みを与えられるように。
主があなたに御顔を上げられ、平安を賜りますように！
会衆/アーメン
- オルガン後奏

### 教会
- 日本福音ルーテル教会
- 日本ルーテル教団
- 西日本福音ルーテル教会
- 近畿福音ルーテル桔梗が丘教会
- 足利平安ルーテル福音キリスト教会
- 大宮シオン・ルーテル教会　日本ルーテル教団
- 韓国ルーテル教会
- 南部ルーテル教会　韓国ルーテル教会

### 学校
- ルーテル学院大学・日本ルーテル神学校

### ルター派教会礼拝、葬儀礼拝
- ベルリン十二使徒教会(ベルリン＝ブランデンブルク＝シュレージシェ・オーバーラウジッツ福音主義教会)聖餐式 - YouTubeより。
- ベルリン大聖堂での聖餐式（序詞、その日の序詞、サンクツウス、聖餐設定句、主の祈り、アグヌスデイ） - YouTubeより。
- ベルリン大聖堂聖餐礼拝(2025)、ルター派州教会監督との合同司式 - YouTubeより。
- ケルン・アントニータ教会(ラインラント福音主義教会)幼児洗礼式・福音主義ミサ - YouTubeより。
- ケルン・アントニータ教会(ラインラント福音主義教会)福音主義ミサ - YouTubeより。
- ヴェルニングスハウゼン修道院教会(中部ドイツ福音主義教会)聖餐式-ルター派修道士たちによる司式。
- 聖ミヒャエル教会(ハンブルク)でのヘルムート・シュミット元ドイツ首相葬儀礼拝 - YouTubeより。
- ベルリン大聖堂でのリヒャルト・フォン・ヴァイツゼッカー元ドイツ大統領葬儀礼拝 - YouTubeより。